# هاتف السيد هاريغان
هاتف السيد هاريغان (بالإنجليزية: Mr. Harrigan's Phone)‏ هو فيلم رعب درامي أمريكي للمراهقين، من إخراج جون لي هانكوك، وهو مبني على رواية قصيرة تحمل نفس الاسم للكاتب ستيفن كينغ. الفيلم من بطولة دونالد ساذرلاند، جايدن مارتيل وكيربي هويل بابتيست. عُرض لأول مرة على منصة نتفليكس في 5 أكتوبر 2022.

## قائمة الممثلين
- دونالد ساذرلاند بدور جون هاريجان.
- جايدن مارتيل بدور كريغ.
- كولين أوبراين بدور كريغ وهو طفل.
- جو تيبيت بدور والد كريغ.
- كيربي هويل بابتيست بدور السيد هارت.

## روابط خارجية
- هاتف السيد هاريجان على موقع IMDb (الإنجليزية)
- هاتف السيد هاريجان على موقع ميتاكريتيك (الإنجليزية)
- هاتف السيد هاريجان على موقع روتن توميتوز (الإنجليزية)
- هاتف السيد هاريجان على موقع نتفليكس (الإنجليزية)
- هاتف السيد هاريجان على موقع ألو سيني (الفرنسية)
- هاتف السيد هاريجان على موقع فيلمافينيتي (الإسبانية)
- هاتف السيد هاريجان على موقع قاعدة بيانات الفيلم (الإنجليزية)
- هاتف السيد هاريجان على موقع ليتربوكسد (الإنجليزية)
- هاتف السيد هاريجان على موقع كينوبويسك (الروسية)